# Xã Mellen, Michigan
Xã Mellen (tiếng Anh: Mellen Township) là một xã thuộc quận Menominee, tiểu bang Michigan, Hoa Kỳ. Năm 2010, dân số của xã này là 1.150 người.